# Grand Prix Nobili Rubinetterie 2014
La 17e édition du Grand Prix Nobili Rubinetterie a eu lieu le 20 mars 2014. La course fait partie du calendrier UCI Europe Tour 2014 en catégorie 1.1.

## Présentation

### Équipes
Classé en catégorie 1.1 de l'UCI Europe Tour, le Grand Prix Nobili Rubinetterie est par conséquent ouvert aux UCI ProTeams dans la limite de 50 % des équipes participantes, aux équipes continentales professionnelles, aux équipes continentales et aux équipes nationales.
Vingt-et-une équipes participent à ce Grand Prix Nobili Rubinetterie - cinq ProTeams, neuf équipes continentales professionnelles et sept équipes continentales :
| UCI ProTeams        | UCI ProTeams | UCI ProTeams |
| Nom de l'équipe     | Pays         | Code         |
| ------------------- | ------------ | ------------ |
| FDJ.fr              | France       | FDJ          |
| Katusha             | Russie       | KAT          |
| Movistar            | Espagne      | MOV          |
| Orica-GreenEDGE     | Australie    | OGE          |
| Trek Factory Racing | États-Unis   | TFR          |

| Équipes continentales professionnelles | Équipes continentales professionnelles | Équipes continentales professionnelles |
| Nom de l'équipe                        | Pays                                   | Code                                   |
| -------------------------------------- | -------------------------------------- | -------------------------------------- |
| Androni Giocattoli-Venezuela           | Italie                                 | AND                                    |
| Bardiani CSF                           | Italie                                 | BAR                                    |
| CCC Polsat Polkowice                   | Pologne                                | CCC                                    |
| Colombia                               | Colombie                               | COL                                    |
| IAM                                    | Suisse                                 | IAM                                    |
| MTN-Qhubeka                            | Afrique du Sud                         | MTN                                    |
| Neri Sottoli                           | Italie                                 | NRI                                    |
| Novo Nordisk                           | États-Unis                             | TNN                                    |
| RusVelo                                | Russie                                 | RVL                                    |

| Équipes continentales | Équipes continentales | Équipes continentales |
| Nom de l'équipe       | Pays                  | Code                  |
| --------------------- | --------------------- | --------------------- |
| Area Zero             | Italie                | AZT                   |
| Idea                  | Italie                | IDE                   |
| Lokosphinx            | Russie                | LOK                   |
| Marchiol Emisfero     | Italie                | MAE                   |
| MG Kvis-Trevigiani    | Italie                | MGK                   |
| Vini Fantini Nippo    | Japon                 | VFN                   |
| Vorarlberg            | Autriche              | VBG                   |

## Classement final
|    | Coureur                | Pays      | Équipe              |    | Temps           |
| -- | ---------------------- | --------- | ------------------- | -- | --------------- |
| 1  | Simone Ponzi           | Italie    | Neri Sottoli        | en | 3 h 59 min 15 s |
| 2  | Christian Delle Stelle | Italie    | Idea                | +  | m.t             |
| 3  | Francisco Ventoso      | Espagne   | Movistar            |    | m.t             |
| 4  | Juan José Lobato       | Espagne   | Movistar            |    | m.t             |
| 5  | Leigh Howard           | Australie | Orica-GreenEDGE     |    | m.t             |
| 6  | Fabio Felline          | Italie    | Trek Factory Racing |    | m.t             |
| 7  | Dayer Quintana         | Colombie  | Movistar            |    | m.t             |
| 8  | Rafael Andriato        | Brésil    | Neri Sottoli        |    | m.t             |
| 9  | Fabio Chinello         | Italie    | Area Zero           |    | m.t             |
| 10 | Ivan Balykin           | Italie    | RusVelo             |    | m.t             |

## Liste des participants
- Liste de départ complète

| Légende | Légende                                                                      | Légende | Légende                                                    |
| ------- | ---------------------------------------------------------------------------- | ------- | ---------------------------------------------------------- |
| Num     | Dossard de départ porté par le coureur sur ce Grand Prix Nobili Rubinetterie | Pos     | Position à l'arrivée de la course                          |
|         | Indique un maillot de champion national ou mondial, suivi de sa spécialité   | NP      | Indique un coureur qui n'a pas pris le départ de la course |
| AB      | Indique un coureur qui n'a pas terminé la course                             | HD      | Indique un coureur qui a terminé la course hors des délais |

| Trek Factory Racing TFR | Trek Factory Racing TFR       | Trek Factory Racing TFR |
| ----------------------- | ----------------------------- | ----------------------- |
| Num                     | Coureur                       | Pos                     |
| 1                       | Eugenio Alafaci (ITA)         | 85e                     |
| 2                       | Fabian Cancellara (SUI)       | 88e                     |
| 3                       | Fabio Felline (ITA)           | 6e                      |
| 4                       | Giacomo Nizzolo (ITA)         | 95e                     |
| 5                       | Yaroslav Popovych (UKR)       | 34e                     |
| 6                       | Hayden Roulston (NZL) (Route) | AB                      |
| 7                       | Boy van Poppel (NED)          | 117e                    |
| 8                       | Calvin Watson (AUS)           | 74e                     |

| Movistar MOV | Movistar MOV             | Movistar MOV |
| ------------ | ------------------------ | ------------ |
| Num          | Coureur                  | Pos          |
| 11           | Andrey Amador (CRC)      | 49e          |
| 12           | Juan José Lobato (ESP)   | 4e           |
| 13           | Dayer Quintana (COL)     | 55e          |
| 14           | Enrique Sanz (ESP)       | 54e          |
| 15           | Jasha Sütterlin (GER)    | 115e         |
| 16           | Sylwester Szmyd (POL)    | 57e          |
| 17           | Alejandro Valverde (ESP) | 44e          |
| 18           | Francisco Ventoso (ESP)  | 3e           |

| Orica-GreenEDGE OGE | Orica-GreenEDGE OGE   | Orica-GreenEDGE OGE |
| ------------------- | --------------------- | ------------------- |
| Num                 | Coureur               | Pos                 |
| 21                  | Sam Bewley (NZL)      | AB                  |
| 22                  | Mitchell Docker (AUS) | 31e                 |
| 23                  | Michael Hepburn (AUS) | AB                  |
| 24                  | Leigh Howard (AUS)    | 5e                  |
| 25                  | Damien Howson (AUS)   | 59e                 |
| 26                  | Aidis Kruopis (LTU)   | 119e                |
| 27                  | Christian Meier (CAN) | 27e                 |
| 28                  | Jens Mouris (NED)     | AB                  |

| FDJ.fr FDJ | FDJ.fr FDJ               | FDJ.fr FDJ |
| ---------- | ------------------------ | ---------- |
| Num        | Coureur                  | Pos        |
| 31         | William Bonnet (FRA)     | 14e        |
| 32         | David Boucher (FRA)      | 87e        |
| 33         | Mickaël Delage (FRA)     | AB         |
| 34         | Arnaud Démare (FRA)      | AB         |
| 35         | Murilo Fischer (BRA)     | AB         |
| 36         | Matthieu Ladagnous (FRA) | 42e        |
| 37         | Yoann Offredo (FRA)      | 90e        |
| 38         |                          |            |

| Katusha KAT | Katusha KAT                  | Katusha KAT |
| ----------- | ---------------------------- | ----------- |
| Num         | Coureur                      | Pos         |
| 41          | Pavel Brutt (RUS)            | 36e         |
| 42          | Petr Ignatenko (RUS)         | 62e         |
| 43          | Mikhail Ignatiev (RUS)       | AB          |
| 44          | Viatcheslav Kouznetsov (RUS) | 111e        |
| 45          | Alexander Rybakov (RUS)      | 83e         |
| 46          | Gatis Smukulis (LAT)         | 24e         |
| 47          | Eduard Vorganov (RUS)        | 20e         |
| 48          | Anton Vorobyev (RUS)         | AB          |

| Androni Giocattoli-Venezuela AND | Androni Giocattoli-Venezuela AND | Androni Giocattoli-Venezuela AND |
| -------------------------------- | -------------------------------- | -------------------------------- |
| Num                              | Coureur                          | Pos                              |
| 51                               | Franco Pellizotti (ITA)          | 78e                              |
| 52                               | Kenny van Hummel (NED)           | 98e                              |
| 53                               | Manuel Belletti (ITA)            | 7e                               |
| 54                               | Omar Bertazzo (ITA)              | 99e                              |
| 55                               | Marco Frapporti (ITA)            | 63e                              |
| 56                               | Antonio Parrinello (ITA)         | 28e                              |
| 57                               | Diego Rosa (ITA)                 | 39e                              |
| 58                               | Gianfranco Zilioli (ITA)         | 70e                              |

| Bardiani CSF IAM | Bardiani CSF IAM                 | Bardiani CSF IAM |
| ---------------- | -------------------------------- | ---------------- |
| Num              | Coureur                          | Pos              |
| 62               | Paolo Colonna (ITA)              | 25e              |
| 63               | Stefano Locatelli (ITA)          | 66e              |
| 64               | Angelo Pagani (ITA)              | 69e              |
| 65               |                                  |                  |
| 66               | Donato De Ieso (ITA)             | 76e              |
| 67               | Edoardo Zardini (ITA)            | 67e              |
| 68               | Enrico Barbin (ITA)              | 13e              |
| 69               | Francesco Manuel Bongiorno (ITA) | 73e              |

| IAM | IAM                     | IAM  |
| --- | ----------------------- | ---- |
| Num | Coureur                 | Pos  |
| 72  | Marcel Aregger (SUI)    | 15e  |
| 73  | Jonathan Fumeaux (SUI)  | 72e  |
| 74  | Reto Hollenstein (SUI)  | AB   |
| 75  |                         |      |
| 76  | Pirmin Lang (SUI)       | 116e |
| 77  | Gustav Larsson (SWE)    | 41e  |
| 78  | Patrick Schelling (SUI) | 26e  |
| 79  | Johann Tschopp (SUI)    | 71e  |

| Colombia COL | Colombia COL               | Colombia COL |
| ------------ | -------------------------- | ------------ |
| Num          | Coureur                    | Pos          |
| 81           | Edward Díaz (COL)          | 89e          |
| 82           | Fabio Duarte (COL)         | 68e          |
| 83           | Jarlinson Pantano (COL)    | 17e          |
| 84           | Jonathan Paredes (COL)     | AB           |
| 85           | Carlos Quintero (COL)      | 50e          |
| 86           | Dúber Quintero (COL)       | 109e         |
| 87           | Miguel Ángel Rubiano (COL) | 29e          |
| 88           | Juan Pablo Valencia (COL)  | 93e          |

| RusVelo RVL | RusVelo RVL              | RusVelo RVL |
| ----------- | ------------------------ | ----------- |
| Num         | Coureur                  | Pos         |
| 91          | Igor Boev (RUS)          | 86e         |
| 92          | Sergueï Klimov (RUS)     | 40e         |
| 93          | Ivan Balykin (ITA)       | 11e         |
| 94          | Artem Ovechkin (RUS)     | 58e         |
| 95          | Sergey Pomoshnikov (RUS) | 33e         |
| 96          | Gennadi Tatarinov (RUS)  | AB          |
| 97          | Leonid Krasnov (RUS)     | AB          |
| 98          |                          |             |

| CCC Polsat Polkowice CCC | CCC Polsat Polkowice CCC | CCC Polsat Polkowice CCC |
| ------------------------ | ------------------------ | ------------------------ |
| Num                      | Coureur                  | Pos                      |
| 101                      | Davide Rebellin (ITA)    | 37e                      |
| 102                      | Adrian Honkisz (POL)     | 64e                      |
| 103                      | Branislau Samoilau (BLR) | 61e                      |
| 104                      | Marek Rutkiewicz (POL)   | AB                       |
| 105                      | Mateusz Taciak (POL)     | 75e                      |
| 106                      | Maciej Paterski (POL)    | 22e                      |
| 107                      | Tomasz Marczyński (POL)  | 56e                      |
| 108                      | Łukasz Owsian (POL)      | 43e                      |

| MTN-Qhubeka MTN | MTN-Qhubeka MTN                  | MTN-Qhubeka MTN |
| --------------- | -------------------------------- | --------------- |
| Num             | Coureur                          | Pos             |
| 111             | Louis Meintjes (RSA) (Route)     | 65e             |
| 112             | Dennis van Niekerk (RSA)         | 38e             |
| 113             | Merhawi Kudus (ERI)              | 23e             |
| 114             | Fregalsi Debesay (ERI)           | 100e            |
| 115             | Jacques Janse van Rensburg (RSA) | 53e             |
| 116             | Tsgabu Grmay (ETH) (Route)       | AB              |
| 117             | John-Lee Augustyn (RSA)          | AB              |
| 118             | Adrien Niyonshuti (RWA)          | 84e             |

| Novo Nordisk TNN | Novo Nordisk TNN           | Novo Nordisk TNN |
| ---------------- | -------------------------- | ---------------- |
| Num              | Coureur                    | Pos              |
| 121              |                            |                  |
| 122              | Paolo Cravanzola (ITA)     | AB               |
| 123              | Javier Mejías (ESP)        | AB               |
| 124              | David Lozano (ESP)         | AB               |
| 125              | Joonas Henttala (FIN)      | AB               |
| 126              | Kevin De Mesmaeker (BEL)   | AB               |
| 127              | Martijn Verschoor (NED)    | 107e             |
| 128              | Christopher Williams (AUS) | AB               |

| Neri Sottoli NRI | Neri Sottoli NRI       | Neri Sottoli NRI |
| ---------------- | ---------------------- | ---------------- |
| Num              | Coureur                | Pos              |
| 131              | Rafael Andriato (BRA)  | 9e               |
| 132              | Daniele Colli (ITA)    | AB               |
| 133              | Francesco Failli (ITA) | 52e              |
| 134              | Andrea Fedi (ITA)      | AB               |
| 135              | Mauro Finetto (ITA)    | 8e               |
| 136              | Simone Ponzi (ITA)     | 1er              |
| 137              | Matteo Rabottini (ITA) | 47e              |
| 138              | Fabio Taborre (ITA)    | 35e              |

| MG Kvis-Trevigiani MGK | MG Kvis-Trevigiani MGK       | MG Kvis-Trevigiani MGK |
| ---------------------- | ---------------------------- | ---------------------- |
| Num                    | Coureur                      | Pos                    |
| 141                    | Daniele Aldegheri (ITA)      | 113e                   |
| 142                    | Liam Bertazzo (ITA)          | AB                     |
| 143                    | Matteo Busato (ITA)          | 21e                    |
| 144                    | Luca Chirico (ITA)           | 96e                    |
| 145                    | Riccardo Donato (ITA)        | 120e                   |
| 146                    | Mattia Frapporti (ITA)       | AB                     |
| 147                    | Rino Gasparrini (ITA)        | AB                     |
| 148                    | Andrei Nechita (ROU) (Route) | 112e                   |

| Idea IDE | Idea IDE                     | Idea IDE |
| -------- | ---------------------------- | -------- |
| Num      | Coureur                      | Pos      |
| 151      | Christian Delle Stelle (ITA) | 2e       |
| 152      | Mirko Tedeschi (ITA)         | 77e      |
| 153      | Ricardo Pichetta (ITA)       | 106e     |
| 154      | Matteo Collodel (ITA)        | AB       |
| 155      | Alessandro Pettiti (ITA)     | 110e     |
| 156      | Fabio Gadda (ITA)            | AB       |
| 157      | Matteo Spreafico (ITA)       | 32e      |
| 158      | Simone Carantoni (ITA)       | AB       |

| Area Zero AZT | Area Zero AZT           | Area Zero AZT |
| ------------- | ----------------------- | ------------- |
| Num           | Coureur                 | Pos           |
| 161           | Paolo Ciavatta (ITA)    | 48e           |
| 162           | Fabio Chinello (ITA)    | 10e           |
| 163           | Silvio Giorni (ITA)     | 12e           |
| 164           | Gianluca Leonardi (ITA) | 79e           |
| 165           | Gianluca Mengardo (ITA) | 103e          |
| 166           | Simone Petilli (ITA)    | 51e           |
| 167           | Charly Petelin (ITA)    | 91e           |
| 168           | Marco Tecchio (ITA)     | 94e           |

| Vini Fantini Nippo VFN | Vini Fantini Nippo VFN     | Vini Fantini Nippo VFN |
| ---------------------- | -------------------------- | ---------------------- |
| Num                    | Coureur                    | Pos                    |
| 171                    | Alessandro Bisolti (ITA)   | 46e                    |
| 172                    | Willie Smit (RSA)          | 104e                   |
| 173                    | Pierpaolo De Negri (ITA)   | 16e                    |
| 174                    | Alessandro Malaguti (ITA)  | 102e                   |
| 175                    | Genki Yamamoto (JPN)       | AB                     |
| 176                    | Manabu Ishibashi (JPN)     | 101e                   |
| 177                    | Riccardo Stacchiotti (ITA) | AB                     |
| 178                    | Eduard-Michael Grosu (ROU) | AB                     |

| Marchiol Emisfero MAE | Marchiol Emisfero MAE | Marchiol Emisfero MAE |
| --------------------- | --------------------- | --------------------- |
| Num                   | Coureur               | Pos                   |
| 181                   | Simone Antonini (ITA) | 60e                   |
| 182                   | Paolo Lunardon (ITA)  | AB                    |
| 183                   | Enea Cambianica (SUI) | AB                    |
| 184                   | Alberto Cecchin (ITA) | 18e                   |
| 185                   | Andrea Vaccher (ITA)  | AB                    |
| 186                   | Enrico Franzoi (ITA)  | AB                    |
| 187                   | Gianluca Ocanha (SUI) | 114e                  |
| 188                   | Antonio Nibali (ITA)  | AB                    |

| Lokosphinx LOK | Lokosphinx LOK            | Lokosphinx LOK |
| -------------- | ------------------------- | -------------- |
| Num            | Coureur                   | Pos            |
| 191            | Arkimedes Arguelyes (RUS) | 80e            |
| 192            | Sergey Shilov (RUS)       | 19e            |
| 193            | Dmitriy Sokolov (RUS)     | 118e           |
| 194            | Evgeny Shalunov (RUS)     | 30e            |
| 195            | Alexander Vdovin (RUS)    | 82e            |
| 196            | Alexey Rybalkin (RUS)     | 45e            |
| 197            | Sergey Vdovin (RUS)       | 97e            |
| 198            |                           |                |

| Vorarlberg VBG | Vorarlberg VBG           | Vorarlberg VBG |
| -------------- | ------------------------ | -------------- |
| Num            | Coureur                  | Pos            |
| 201            | Nicolas Baldo (FRA)      | 92e            |
| 202            | Adrien Chenaux (SUI)     | 108e           |
| 203            | Dominik Hrinkow (AUT)    | 81e            |
| 204            | Andreas Hofer (AUT)      | 105e           |
| 205            | Grischa Janorschke (GER) | AB             |
| 206            | Fabian Schnaidt (GER)    | AB             |
| 207            | Christoph Springer (GER) | AB             |
| 208            | Nicolas Winter (SUI)     | AB             |